# Mine de Cerro San Pedro
Pour les articles homonymes, voir San Pedro.
 (mars 2025).
La mine de Cerro San Pedro est une mine à ciel ouvert d'or et d'argent située au Mexique. Elle appartient à New Gold.